# هدیوش
هَدَیوُش یک گاو بسیار کهن در افسانه‌های زرتشتی است، این گاو معمولاً به نام‌های سرسوک، سریشوک، سریسوک نیز شناخته می‌شود. این افسانه به دلیل شباهت با افسانهٔ سیاگالش مکمل آن تلقی می‌شود.
این گاو به مردم کمک می‌کند تا از دریای کاسپین (دریای خزر) عبور کنند.
آورده‌اند در آخر الزمان با استفاده از چربی این گاو و ترکیب کردن آن با هوم سفید گیاهان قربانی، یک موج ابدیت ساخته خواهد شد که یک رستاخیز است برای تمام آن‌هایی که در زندگی خود کار خوبی انجام داده‌اند.

## نام
در گویش شمالیِ زبان طالشی؛ بازماندهٔ زبان باستانیِ خطهٔ آذربایجان (خطهٔ آذربایجان و روسیهٔ کنونی)
سر معنای کله و سوک که منظور از انصاف و رزق و روزی میان مردم این خطه است. ترکیب این دو واژه، اصطلاحی برای طالشان است که اغلب در نوروز و مجالس سور دهی استفاده می‌شود.

## شکل ظاهری
سرسوک یا هدیوش مانند یک گاو نر بزرگ است اما با پوستی از برنج جلا داده شد و یالی از آتش خالص.
۶ شاخ بزرگ و جامد برنجی از سر این جانور جوانه زده با یک جفت در دو طرف سر مانند هر گاو نر معمولی.
دو جفت منحنی دیگر (شاخ) به طرف جلو هستند.
آورده‌اند که هر سرسوک دقیقاً ۵۲ فوت بلندا و وزرنش حدود ۵۷ تن است.
دقت نسبی برای تمام موجودات این‌چنینی مدرک بیشتری در مورد تئوری ساخته شدن سرسوک توسط یک خدای بسیار دقیق را می‌دهد.

## رفتار
با وجود اندازه عظیم و قدرت باورنکردنی آن‌ها سرسوک تقریباً مشابه گاوهای نر امروزی رفتار می‌کرد. آن‌ها بیشتر زمان زندگی خود را سرگردان در اطراف چراگاه‌ها می‌گذرانند. رفتار و عادت آن‌ها با وجود عجیب و غریب بودن، برای مطالعه جالب توجه است.
برخلاف اندازه بزرگ آن‌ها فقط به مقدار کمی غذا نیازمندند. آن‌ها فقط به شاخ و برگ چندین درخت نیاز دارند تا آن‌ها را برای هفته‌ها سر پا نگاه دارد.
آن‌ها همچنین هر مایعی را که می‌خورند یا لمس می‌کنند در تسخیر خود نگاه می‌دارند، برای مثال ماگما داغ (ماده‌ای مذاب).
سرسوک بنا به دلایل ناشناخته‌ای از سر زدن به یک مکان به مدت ۲ بار خودداری می‌کند و حداقل به مدت یکسال آن را تا زمان برگشتن به آن ول می‌کند.
اگر چه ظاهراً موجود بی‌خطری به نظر می‌رسد اما سرسوک در صورتی که چیزی یا کسی او را تهدید کند می‌تواند به خوبی شارژ و حمله کند؛ و تنها نیرومندترین اژدها جرأت به مبارزه طلبیدن آن‌ها را دارد.

## توانایی‌ها و قابلیت‌های خاص
1. شارژ وحشتناک – اثر شارژ کردن یا اجرا کردن (هدیوش) وحشتناک است به طوری که اغلب حریف در جای خود میخکوب می‌شود.
2. شاخ‌های ساخت خدا: شاخ‌های هدیوش به قدری نیرومند هستند که می‌تواند به موجوداتی که در مقابل بیشتر خسارت‌ها نیز مقاوم هستند، خسارت وارد کنند.
3. حرارت: هدیوش می‌تواند آن‌چنان گرمایی از خود تولید کند که حتی لمس کردن آن باعث تبدیل شما به خاکستر می‌شود.
4. بوی خیلی بد: هدیوش می‌تواند آنچنان بوی خاص و بدی از خود تولید کند که تمام موجودات کوچک از آن گریزانند.[۱][۲]